# Viquipèdia en rus
La Viquipèdia en rus (Русская Википедия) és l'edició de Viquipèdia en rus. Va ser creada l'11 de maig de 2001. El 9 de desembre de 2012 tenia més de 937.000 articles, essent la 7a viquipèdia més gran. El 16 d'agost de 2006 va assolir 100.000 articles. Actualment (març 2025) té 1.763.413 articles
Com a particularitats, destaca la seva norma que prohibeix la classificació de les persones segons ètnia, religió o sexe. Addueixen l'exemple que no és rellevant la categoria "matemàtics jueus" perquè no existeix res d'anomenat "matemàtica jueva" diferent de l'altra.

## Dates importants
- Desembre de 2002. La viquipèdia en rus és creada.
- Desembre de 2005. La viquipèdia en rus assoleix 50.000 articles.
- 16 d'agost de 2006. La viquipèdia en rus ateny 100.000 articles.
- 8 d'octubre de 2006. La viquipèdia en rus arriba a 110.000 articles.
- 2 de gener de 2007. La viquipèdia en rus obté 125.000 articles.
- 5 de setembre de 2007. La viquipèdia en rus assoleix 200.000 articles.
- 25 de febrer de 2010. La viquipèdia en rus ateny 500.000 articles.
- 11 d'abril de 2013. La viquipèdia en rus ateny 1.000.000 articles.
- 1 d'octubre de 2018. La viquipèdia en rus ateny 1.500.000 articles.